# Francis Weldon
Francis William Charles Weldon (Bombay, 2 augustus 1913 - Sodbury, 21 september 1993) was een Brits ruiter, die gespecialiseerd was in eventing. Weldon won tijdens de Olympische Zomerspelen 1956 de bronzen medaille in de individuele eveningwedstrijd hiermee was hij de eerste individuele Britse olympische medaille winnaar bij de paardensport. Tijdens dezelfde spelen won hij met het Britse team de landenwedstrijd eventing.

## Resultaten
- Olympische Zomerspelen 1956 in Stockholm  individueel eventing met Kilbarry
- Olympische Zomerspelen 1956 in Stockholm  landenwedstrijd eventing met Kilbarry
- Olympische Zomerspelen 1960 in Rome 25e individueel eventing met Samuel Johnson
- Olympische Zomerspelen 1960 in Rome 4e landenwedstrijd eventing met Samuel Johnson

1912: Nordlander, Adlercreutz, Casparsson,  Horn af Åminne ·
1920: Mörner, Lundström, von Braun,  Dyrsch ·
1924: Van der Voort van Zijp, Pahud de Mortanges, De Kruijff,  Colenbrander ·
1928: Pahud de Mortanges, De Kruijff, Van der Voort van Zijp ·
1932: Thomson, Chamberlin, Argo ·
1936: Stubbendorf, Lippert, von Wangenheim ·
1948: Henry, Anderson, Thomson ·
1952: von Blixen-Finecke, Stahre, Frölén ·
1956: Weldon, Rook, Hill ·
1960: Morgan, Lavis, Roycroft ·
1964: Checcoli, Angioni, Ravano ·
1968: Allhusen, Meade, Jones ·
1972: Meade, Gordon-Watson, Parker, Phillips ·
1976: Coffin, Plumb, Davidson, Tauskey ·
1980: Blinov, Salnikov, Volkov, Rogosjin ·
1984: Plumb, Stives, Fleischmann, Davidson ·
1988: Erhorn, Baumann, Kaspareit, Ehrenbrink ·
1992: Green, Rolton, Hoy, Ryan ·
1996: Schaeffer, Rolton, Hoy, Dutton ·
2000: Dutton, Hoy, Tinney, Ryan ·
2004: Boiteau, Lyard, Courrèges, Teulère, Touzaint ·
2008: Thomsen, Ostholt, Dibowski, Klimke, Romeike ·
2012: Auffarth, Jung, Klimke, Schrade, Thomsen ·
2016: Laghouag, Lemoine, Nicolas, Vallette ·
2020: Collett, McEwen, Townend ·
2024: Canter, Collett, McEwen
- Gemeinsame Normdatei: 142669393
- Virtual International Authority File: 136816342